# ستودنا (ناحیه پلزن-شمالی)
ستودنا (به چکی: Studená) یک منطقهٔ مسکونی در جمهوری چک است که در ناحیه پلزن-شمالی واقع شده‌است. ستودنا ۳٫۲۲ کیلومتر مربع مساحت و ۴۰ نفر جمعیت دارد و ۳۷۳ متر بالاتر از سطح دریا واقع شده‌است.